# Sancho I de Mallorca
Sancho I de Mallorca, conocido como el Pacífico (1277 - Formiguères, 4 de septiembre de 1324). Rey de Mallorca, conde de Rosellón y de la Cerdaña y señor de Montpellier (1311-1324).

## Primeros años
Segundo hijo de Jaime II y de su esposa Esclaramunda de Foix, hija de Roger IV de Foix. Cuando contaba solo con ocho años, fue hecho prisionero junto a su madre y hermanos por su tío Pedro III de Aragón, quién atacó Perpiñán y obligó a huir al rey Jaime, que tuvo que dejar atrás a su familia. Los hermanos permanecieron algún tiempo recluidos en Torroella de Montgrí en calidad de rehenes.
Más adelante fueron enviados a la corte francesa para educarse. De vuelta al reino paterno, el heredero Jaime renunció a la sucesión (1299) para hacerse franciscano. Sancho fue reconocido finalmente heredero en 1302, a pesar de padecer una enfermedad crónica.
Contrajo matrimonio con María de Nápoles (septiembre de 1304), hija del rey Carlos II de Nápoles, pero fue un matrimonio sin descendencia masculina, si bien estudios recientes señalan la existencia de varias hijas. Esta falta de descendencia masculina legítima sería una dificultad añadida para la supervivencia del reino.

## Reinado
Sucedió a su padre tras su muerte en 1311. En la primera parte de su reinado prosiguió las medidas de su padre para garantizar la estabilidad y viabilidad del reino. Encuentra dificultades para mantener el poder real ante la demanda de mayor autonomía de la ciudad de Mallorca (Palma). Desarrolla también un programa de construcción naval, para lo cual extorsiona a la comunidad judía de la isla. La segunda parte de su reinado se vio afectada por la falta de descendencia, hecho que quería aprovechar el rey Jaime II de Aragón para revertir el reino de Mallorca a la Corona de Aragón. En su testamento declara heredero a su sobrino Jaime.

## Sepultura

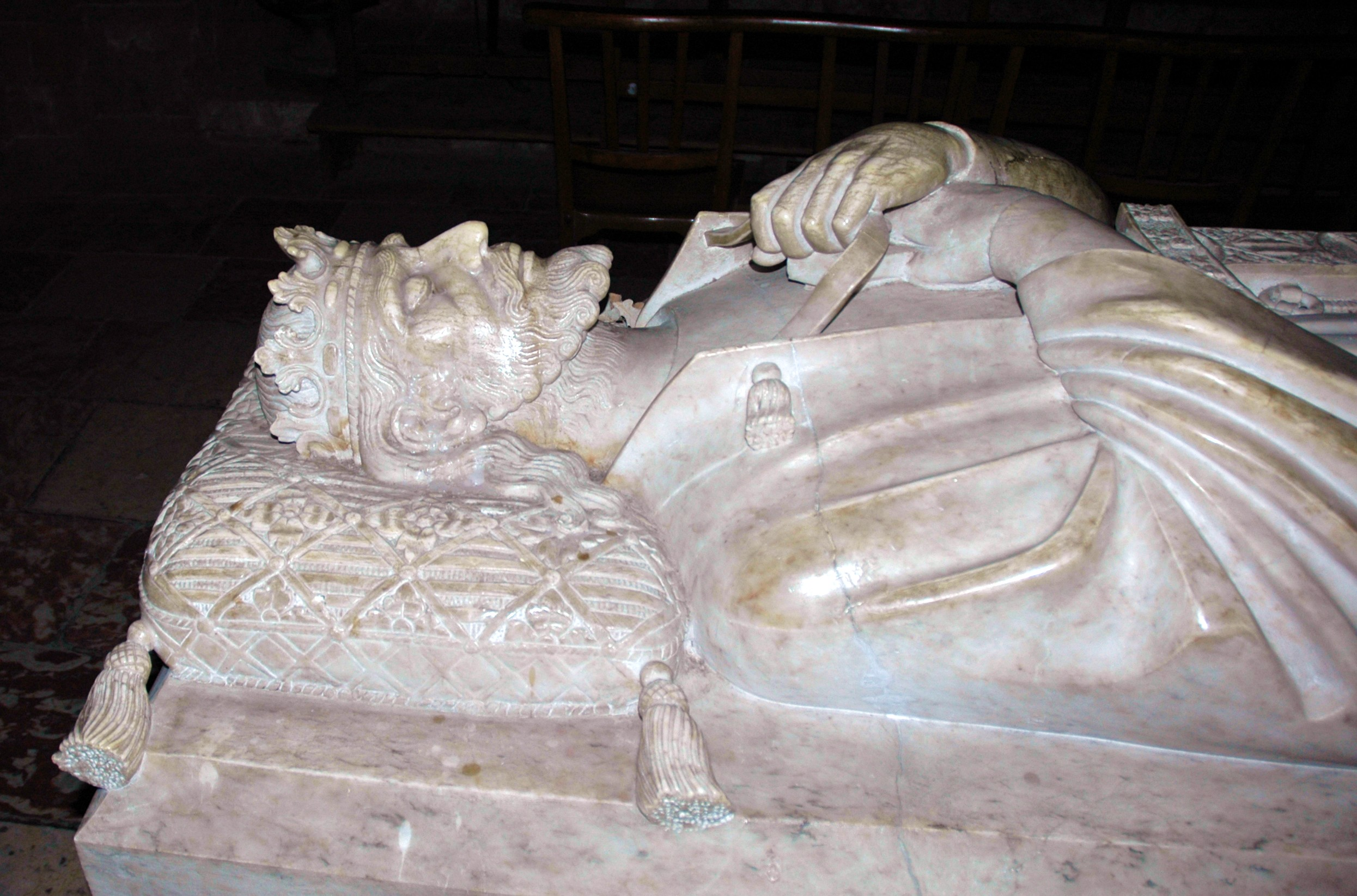
Sepulcro del rey Sancho I de Mallorca en la Catedral de Perpiñán.

A la muerte de Sancho I el 4 de septiembre de 1324 en la localidad de Formiguères, su cadáver recibió sepultura en la Catedral de Palma de Mallorca.
En la actualidad la estatua yacente de su sepulcro se encuentra en la Catedral de San Juan Bautista de Perpiñán, en Francia.